# Josua Roedenbeck

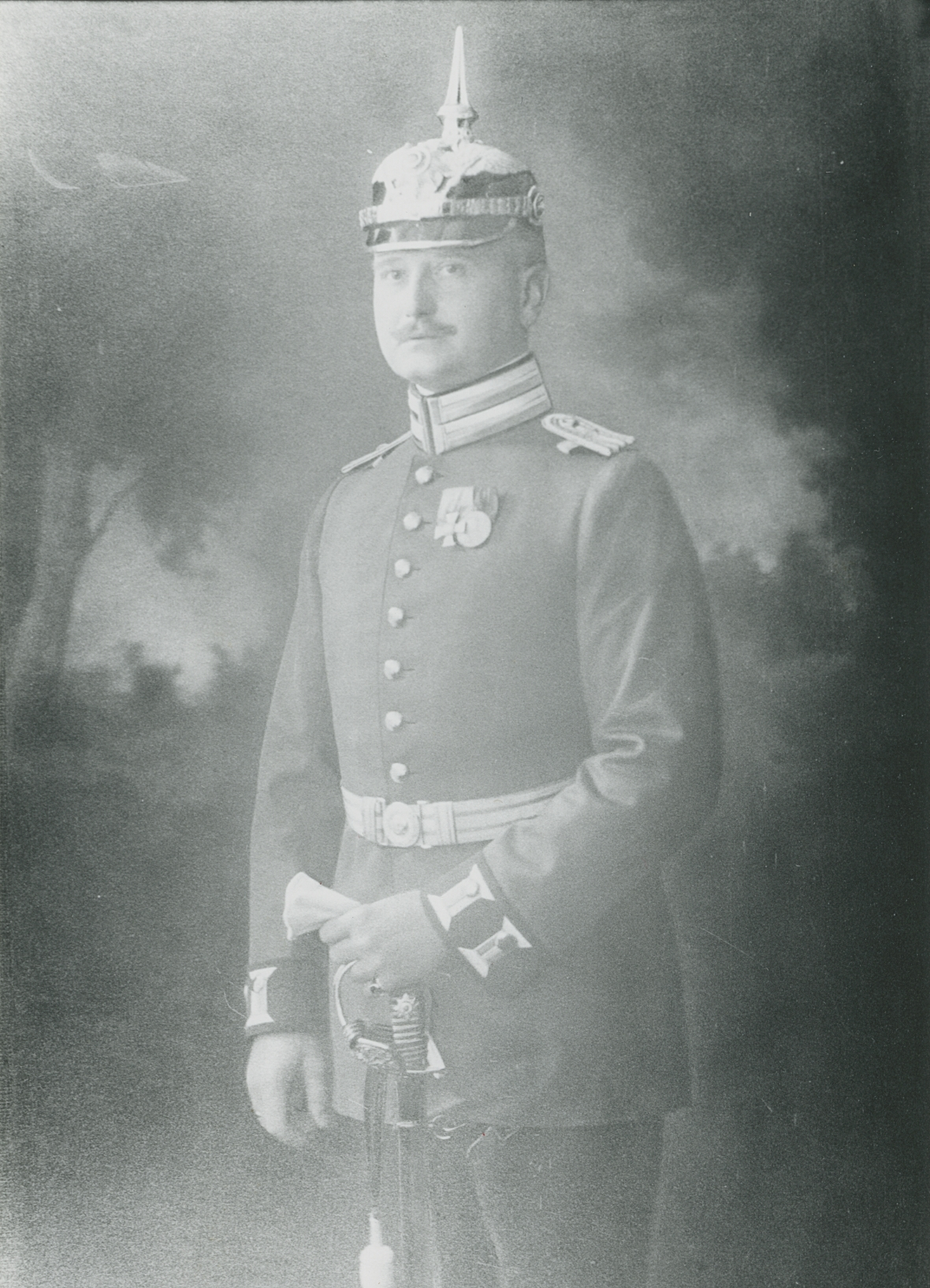
Porträtfoto von Josua Roedenbeck in Militäruniform (Kreisarchiv Verden, 56/1761)

Philipp Josua Roedenbeck (* 16. Dezember 1871 in Halle (Saale); † 11. November 1914 bei Bixschoote) war ein deutscher Verwaltungsjurist und zuletzt Landrat des Kreises Achim.

## Leben
Roedenbeck wurde als Sohn des Universitätskurators Paul Rudolf Siegfried Roedenbeck in Halle (Saale) geboren. Seine Schulzeit am dortigen Stadtgymnasium schloss er 1892 mit dem Abitur ab. Vor Aufnahme des Studiums absolvierte er seine Militärdienstpflicht beim 1. Garde-Regiment zu Fuß in Potsdam. Er studierte Rechts- und Staatswissenschaften an den Universitäten Marburg und Berlin und war ab 1896 Rechtsreferendar an den Amtsgerichten Charlottenburg und Werder. 1900 wechselte er als Regierungsreferendar in Danzig in die allgemeine Verwaltungslaufbahn. 1901 wurde er zum Regierungsassessor ernannt.
Roedenbeck war seit 1902 mit Anne Marie Adloff verheiratet. Aus der Ehe gingen drei Kinder hervor.
Ab 1905 war er bei der Regierung in Stade tätig. Am 1. Mai 1905 übernahm er zunächst vertretungsweise, ab 1. November des Jahres kommissarisch die Leitung des Landratsamts in Achim. 1908 wurde er definitiv zum Landrat ernannt.
Josua Roedenbeck leitete ab 1907 die Kultivierung des Badener, Ueser und Etelser Moors in die Wege und veranlasste den Beitritt des Kreises Achim zur Hannoverschen gemeinnützigen Ansiedlungsgesellschaft. 1910 legte er dem Kreisausschuss einen Plan zur Kultivierung der Fläche vor. Die Besiedlung der Kolonie Badenermoor erlebte er nicht mehr. Er fiel im November 1914 als Hauptmann der Reserve in Flandern bei der Schlacht um Ypern.